# Сабор војводе Стојана Чупића
Сабор војводе Стојана Чупића је културно догађање великог значаја у селу Салаш Ноћајски код Сремске Митровице. Сабор се одржава у славу знаменитог војводе из Првог и Другог српског устанка, Стојана Чупића, а у организацији Завичајног друшта „Стојан Чупић“.

## Историјат
У октобру 1992. године у Салашу Ноћајском основано је Завичајно друштво „Стојан Чупић“. Ускоро је установљен и сам Сабор, који је постао важан годишњи догађај у животу северне Мачве и шире.

## Организација Сабора
Друштво организује, у првој недељи септембра, дводневне саборе војводе Стојана Чупића у оквиру којих се одржавају:
- мачванска прела и посела,
- кулинарска такмичења у справљању старих мачванских јела,* # сликарски биваци – изложбе слика мачванских и других сликара (укључујући и школску омладину), изложбе народне ношње из различитих српских крајева (Србија, Херцеговина, Црна Гора, Босанска Крајина, Семберија и др.),
- витешке игре: надвлачење клипка, скок из места, бацање камена с рамена, борба на брвну, прескок пања и др. – и избор мачванског војводе (на годину дана), са сабљом као наградом,
- војводско саборовање – разноврсни културно-уметнички програми, рецитали, здравице, хорске композиције, фолклорни наступи група и друштава из Мачве и других крајева, беседе научника, културних и јавних радника о актуелним питањима прошлости и садашњости Мачве,
- стручно – научни скупови: о Змају од Ноћаја, о Првом српском устанку, о Карађорђу и његовим војводама,
- проучавање историје, живота, обичаја, језика и културе овог дела Мачве.

## Сабор данас
У протеклом раздобљу програми Сабора су остварени уз стручну помоћ Вукове задужбине, Етнографског института САНУ, Института за српски језик САНУ и војне гимназије из Београда. На саборима су учествовали многобројни истакнути научници, црквени великодостојници, уметници и јавни радници. Више пута саборима је присуствовао принц Томислав Карађорђевић, а једанпут и принцеза Јелисавета Карађорђевић. Од црквених великодостојника учествовали су: митрополит црногорско-приморски и скендеријски Амфилохије, владике: шабачко-ваљевски Лаврентије, аустралијско-новозеландски Никанор, будимски Лукијан, хвостански Атанасије. Част су саборима својим присуством чинили и академци Мирослав Пантић и Матија Бећковић; од научника, између осталих – др Миодраг Матицки, др Ненад Љубинковић, др Мирјана Дрндарски, др Радош Љушић, др Душан Иванић, др Драго Ћупић, др Јован Стриковић, др Веселин Ђуретић, др Петар Опачић, др Драгослав Девић, др Димитрије Големовић; уметници: Јелена Жигон, Милић од Мачве, Соња Јауковић, Станимир Павловић, Љубивоје Тадић, Миша Јанкетић, Маја Димитријевић, Иван Јагодић, Драган Мартиновић, и др, песници: Добрица Ерић, Љубивоје Ршумовић, Рајко Петров Ного, др Александар Ердељан, Ђорђе Врањеш, прота Милорад Голијан, Благоје Рогач и др, познати водитељи: Мића Орловић и Светислава-Света Вуковић, народни гуслари, инструментални и вокални солисти, групе и ансамбли, фолклорне групе, културно уметничка и културно просветна друштва, изворне народне групе (певачке и фолклорне) из разних крајева Мачве, Срема, Београда, Аранђеловца, Тополе, Крагујевца, Семберије, Црне Горе, Херцеговине, Босанске Крајине.